# 青年救国社
南京青年救国社，简称青年救国社，是中国共产党南京特别支部在汪精卫政权控制的南京市发展的学生抗日团体。

## 沿革

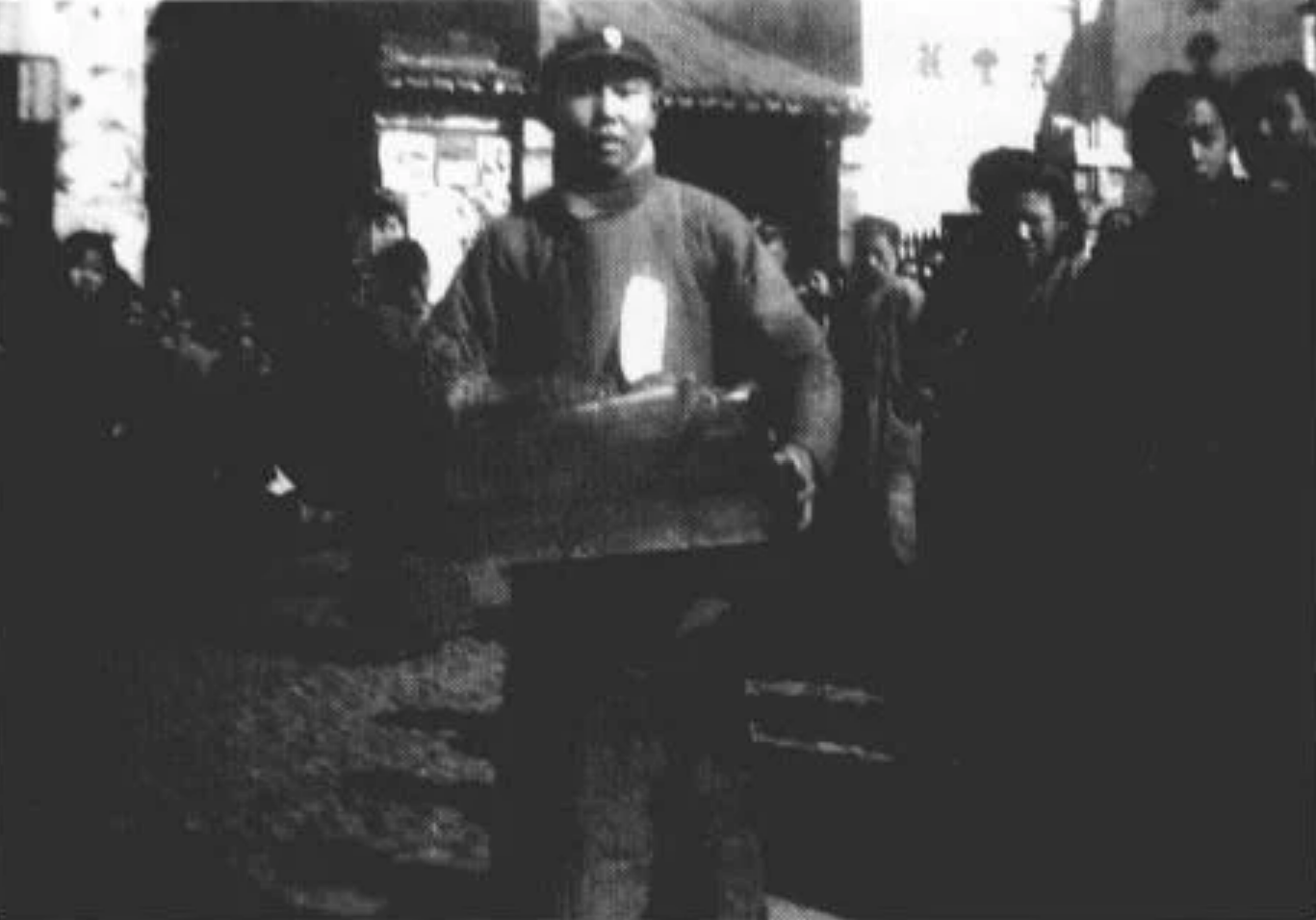
参加清毒运动的学生搬运抄出的鸦片（王嘉猷提供）

1941年11月，南京青年救国社成立于中央大学，由潘田、张杰联系王嘉谟、丁璇、姚禹谟、王海清、王嘉猷等成立，不久张杰因故退出。厉恩虞、康景孚由团结救国社转入，尚有为于1942年6月加入。1943年12月27日，厉恩虞等人领导青年救国社进行清毒运动，一度声势浩大到3000人参加，并迫使汪精卫政权取缔宏济善堂、枪毙毒枭曹玉成。1944年7月，由于日军特高科拟定黑名单，青年救国社停止活动。成员大多在第二次国共内战初期加入中国共产党。